# Leonie Pieper
Leonie Pieper (Düsseldorf, 24 de agosto de 1992) es una deportista alemana que compite en remo.
Ganó cuatro medallas en el Campeonato Mundial de Remo entre los años 2016 y 2019, y una medalla de plata en el Campeonato Europeo de Remo de 2019.

## Palmarés internacional
| Campeonato Mundial | Campeonato Mundial       | Campeonato Mundial | Campeonato Mundial      |
| Año                | Lugar                    | Medalla            | Prueba                  |
| ------------------ | ------------------------ | ------------------ | ----------------------- |
| 2014               | Ámsterdam (Países Bajos) | Medalla de bronce  | Cuatro scull ligero     |
| 2015               | Aiguebelette (Francia)   | Medalla de oro     | Cuatro scull ligero     |
| 2016               | Róterdam (Países Bajos)  | Medalla de plata   | Cuatro scull ligero     |
| 2019               | Ottensheim (Austria)     | Medalla de bronce  | Cuatro scull ligero     |
| Campeonato Europeo |                          |                    |                         |
| Año                | Lugar                    | Medalla            | Prueba                  |
| 2019               | Lucerna (Suiza)          | Medalla de plata   | Scull individual ligero |